# Голушкевич, Сергей Сергеевич
Сергей Сергеевич Голушкевич (1903, Могилёв — 1956, Ленинград) — советский военный инженер, доктор технических наук, профессор, специалист в области строительной механики и механики грунтов, инженер-полковник.

## Биография
Сергей Сергеевич родился в 1903 году в Могилёве в семье Сергея Александровича Голушкевича, наблюдателя церковных школ Мстиславского уезда Могилёвской епархии. Брат военачальника В. С. Голушкевича.
В 1920 году С. С. Голушкевич окончил среднюю школу, затем он поступил на инженерно-строительный факультет Ленинградского политехнического института, который окончил в 1928 году.
Будучи студентом, Голушкевич одновременно работал учителем. 
Во время учёбы в ЛПИ Голушкевич, по представлению своего научного руководителя, академика Б. Г. Галеркина, в 1925 опубликовал в «Известиях ЛПИ» свою первую научную работу — статью о линиях влияния изгибающего момента в неразрезных балках.
По окончании института С. С. Голушкевич работал в строительных организациях Ленинграда, в том числе  в Институте сооружений.
С 1930 года он преподавал строительную механику в Институте инженеров промышленного строительства, где получил звание доцента.
В 1939 году он получил должность преподавателя в Высшем инженерно-строительном училище Военно-морского флота СССР, где в дельнейшем стал начальником кафедры, в этот период он получил воинское звание полковника.
С. С. Голушкевич участвовал в разработке проекта ленинградского Дома Советов под руководством архитектора Н. А. Троцкого.
Во время Великой отечественной войны С. С. Голушкевич был участником обороны Ленинграда. В июле 1941 года он вошёл в комиссию, руководишую строительством оборонительных сооружений города при военном совете Северо-Западного фронта.
Голушкевич был организатором движения автотранспорта и бронетехники по Дороге жизни. Его изыскания в области расчёта плит на упругом основании, применённые к ледовому покрову Ладожского озера, позволили в 1942 году переправить колонну тяжёлых танков КВ по ледовой дороге. Проложив по льду безопасный для танков маршрут, Сергей Сергеевич проехал по льду Ладоги на головной машине. Эта ледовая переправа для тяжёлой техники стала первой в мире успешной операцией по транспортировке танков по льду через большую акваторию.
В 1945 году С. С. Голушкевич защитил докторскую диссертацию, написанную им на основе его научной работы по расчёту ледовой трассы Дороги жизни. Его научным оппонентом на защите был выдающийся советский математик и экономист Леонид Канторович, высоко оценивший работу диссертанта. 
С 1945 по 1955 год Голушкевич возглавлял кафедру строительной механики и теории упругости Ленинградского политехнического института.
С. С. Голушкевич скончался в 1956 году в Ленинграде от осложнений, вызванных длительным нахождением на льду Ладожского озера во время своей работы на Дороге жизни. Он похоронен на Большеохтинском кладбище.

## Вклад в науку
Сергей Сергеевич Голушкевич в 1937 году разработал графоаналитический метод, применимый для решения инженерных задач в механике и строительстве, и обладающий наибольшей наглядностью для описания зон напряженного состояния элементов механической системы.
В 1947 году в издательстве «Воениздат» вышла монография С. С. Голушкевича, написанная по результатам его исследования, выполненного при создании ледовой переправы Дороги жизни.
Работа Голушкевича «Плоская задача предельного равновесия сыпучей среды», опубликованная в 1948 году, была удостоена премии имени академика Б. Г. Галеркина.
Во время преподавательской работы в Ленинградском политехе С. С. Голушкевич составил учебный курс строительной механики стержневых систем, на основе которого после его смерти были выпущены учебные пособия.
Научные труды Голушкевича стали основой для опубликованного его учениками (А. Я. Головиным, И. А. Константиновым и М. В. Николаевой) в 1972 году учебного пособия «Расчет статически неопределимых балок и рам графическим методом С. С. Голушкевича».